# Сьвіняри (Свентокшиське воєводство)
Сьвіняри (пол. Świniary) — село в Польщі, у гміні Солець-Здруй Буського повіту Свентокшиського воєводства.
Населення — 352 особи (2011).
У 1975-1998 роках село належало до Келецького воєводства.

## Демографія
Демографічна структура на день 31 березня 2011 року:
|          | Загалом | Допрацездатний вік | Працездатний вік | Постпрацездатний вік |
| -------- | ------- | ------------------ | ---------------- | -------------------- |
| Чоловіки | 179     | 26                 | 125              | 28                   |
| Жінки    | 173     | 34                 | 73               | 66                   |
| Разом    | 352     | 60                 | 198              | 94                   |